# 聖伍爾弗拉姆教堂
聖伍爾弗拉姆教堂（英語：St Wulfram's Church, Grantham）是位於英國英格蘭林肯郡格蘭瑟姆的一座教區教堂。自1950年5月8日以來，聖伍爾弗拉姆教堂被列入英國一級登錄建築。聖伍爾弗拉姆教堂被《英格蘭最好的1000座教堂》一書的作者西蒙·詹金斯評為擁有英格蘭最美的尖頂。教堂的尖塔高282.5英尺（86.1），在英國全國排名第六，教區教堂中排名第四。2015年聖誕節期間，教堂內曾設置了室內溜冰場。

## 外部連結
维基共享资源上的相關多媒體資源：聖伍爾弗拉姆教堂
- St Wulfram's official website （页面存档备份，存于）